# Shephards Lemma
Shephards Lemma (auch Lemma von Shephard) besagt in der Haushaltstheorie, dass die Hicks’sche Nachfragefunktion nach einem Gut der Ableitung der Ausgabenfunktion nach dem Preis dieses Gutes entspricht. In der Theorie des Unternehmens besagt es, dass die bedingte Faktornachfrage nach einem Produktionsfaktor der Ableitung der Kostenfunktion nach dem Faktorpreis dieses Produktionsfaktors entspricht. Die beiden Anwendungen sind analog.
Benannt ist das Lemma nach dem amerikanischen Ökonomen und Statistiker Ronald Shephard.

## Darstellung

### Theorie des Haushalts
Man geht zunächst von einem Ausgabenminimierungsproblem aus, das durch
{\displaystyle \min _{(x_{1},\ldots ,x_{n})\in \mathbb {R} _{+}^{n}}\sum _{i=1}^{n}p_{i}x_{i}} unter der Nebenbedingung {\displaystyle u(x_{1},\ldots ,x_{n})={\overline {u}}}
gegeben ist, wobei {\displaystyle u(\cdot )} stetig, differenzierbar und strikt quasikonkav sei. Dabei werden die Gesamtausgaben für die {\displaystyle n} Güter aus dem Warenkorb minimiert, wobei aber ein gewisses Nutzenniveau gewahrt werden soll. Die Lösung eines solchen Ausgabenminimierungsproblems ist bestimmungsgemäß eine Funktion {\displaystyle \mathbf {x} ^{*}}, die anzeigt, welche Menge von den jeweiligen Gütern nachgefragt werden sollte, um das gegebene Nutzenniveau möglichst kostengünstig zu erzielen. Es ist folglich {\displaystyle \mathbf {x} ^{*}} eine Funktion des Preisvektors {\displaystyle \mathbf {p} =(p_{1},\ldots ,p_{n})} und des festgelegten Nutzenniveaus {\displaystyle {\overline {u}}}. Man bezeichnet das so gegebene {\displaystyle \mathbf {x} ^{*}} als Hick'sche Nachfrage und vereinbart {\displaystyle \mathbf {x} ^{*}(\mathbf {p} ,{\overline {u}})\equiv \mathbf {x} ^{h}(\mathbf {p} ,{\overline {u}})}.
Die diesem {\displaystyle \mathbf {x} ^{*}} zugehörige so genannte Optimalwertfunktion ist gegeben durch die ursprünglich minimierte Funktion, in die man nun das erhaltene {\displaystyle \mathbf {x} ^{*}} einsetzt. Man bezeichnet sie als Ausgabenfunktion {\displaystyle e}:
{\displaystyle e=e(\mathbf {p} ,{\overline {u}})=\sum _{i=1}^{n}p_{i}x_{i}^{h}(\mathbf {p} ,{\overline {u}})}
Sie liefert die tatsächlichen Ausgaben, die im Ausgabenminimum für gegebenes Nutzenniveau zu tätigen sind.
Shephards Lemma in der Haushaltstheorie: Die Hick’sche Nachfrage nach einem Gut j ist gegeben durch die partielle Ableitung der Ausgabenfunktion nach dem Preis {\displaystyle p_{j}} des Gutes:
{\displaystyle {\frac {\partial e(\mathbf {p} ,{\overline {u}})}{\partial p_{j}}}=x_{j}^{h}(\mathbf {p} ,{\overline {u}})}

### Theorie des Unternehmens
Man geht zunächst von einem Kostenminimierungsproblem aus, das durch
{\displaystyle \min _{(x_{1},\ldots ,x_{n})\in \mathbb {R} _{+}^{n}}\sum _{i=1}^{n}w_{i}x_{i}} unter der Nebenbedingung {\displaystyle f(x_{1},\ldots ,x_{n})=y}
gegeben ist, wobei {\displaystyle f(\cdot )} stetig, differenzierbar und strikt quasikonkav sei. Dabei werden die Gesamtausgaben für die {\displaystyle n} Produktionsfaktoren minimiert, wobei aber eine gewisse Outputmenge {\displaystyle y} hervorgebracht werden soll ({\displaystyle f} ist die Produktionsfunktion). Die Lösung eines solchen Kostenminimierungsproblems ist bestimmungsgemäß eine Funktion {\displaystyle \mathbf {x} ^{*}}, die anzeigt, welche Menge von den jeweiligen Faktoren nachgefragt werden sollte, um das gegebene Produktionsziel möglichst kostengünstig zu erreichen. Es ist folglich {\displaystyle \mathbf {x} ^{*}} eine Funktion des Faktorpreisvektors {\displaystyle \mathbf {w} =(w_{1},\ldots ,w_{n})} und des festgelegten Outputniveaus {\displaystyle y}. Man bezeichnet das so gegebene {\displaystyle \mathbf {x} ^{*}} als bedingte Faktornachfrage.
Die diesem {\displaystyle \mathbf {x} ^{*}} zugehörige so genannte Optimalwertfunktion ist gegeben durch die ursprünglich minimierte Funktion, in die man nun das erhaltene {\displaystyle \mathbf {x} ^{*}} einsetzt. Man bezeichnet sie als Kostenfunktion {\displaystyle c}:
{\displaystyle c=c(\mathbf {w} ,y)=\sum _{i=1}^{n}w_{i}x_{i}^{*}(\mathbf {w} ,y)}
Sie liefert die tatsächlichen Kosten, die im Kostenminimum für eine gegebene Outputmenge anfallen.
Shephards Lemma in der Theorie der Unternehmung: Die bedingte Faktornachfrage nach einem Produktionsfaktor j ist gegeben durch die partielle Ableitung der Kostenfunktion nach dem Preis {\displaystyle w_{j}} des Produktionsfaktors:
{\displaystyle {\frac {\partial c(\mathbf {w} ,y)}{\partial w_{j}}}=x_{j}^{*}(\mathbf {w} ,y)}

## Herleitung
Das Lemma ist eine direkte Anwendung des Envelope-Theorems.